# معركة الطبقة (2017)
كانت معركة الطبقة (2017) عملية تشكل جزءًا من هجوم الرقة (2016–الآن)، أطلق عليه اسم عملية غضب الفرات، التي تقوم بها قوات سوريا الديمقراطية ضد تنظيم الدولة الإسلامية (داعش)، والتي تدور حول سد الطبقة وفي ريف الثورة (الطبقة). وكان الهدف من العملية هو أن تسيطر «قسد» على سد الطبقة، ومدينة الثورة، وقاعده الطبقة الجوية، والريف المحيط .

## خلفية

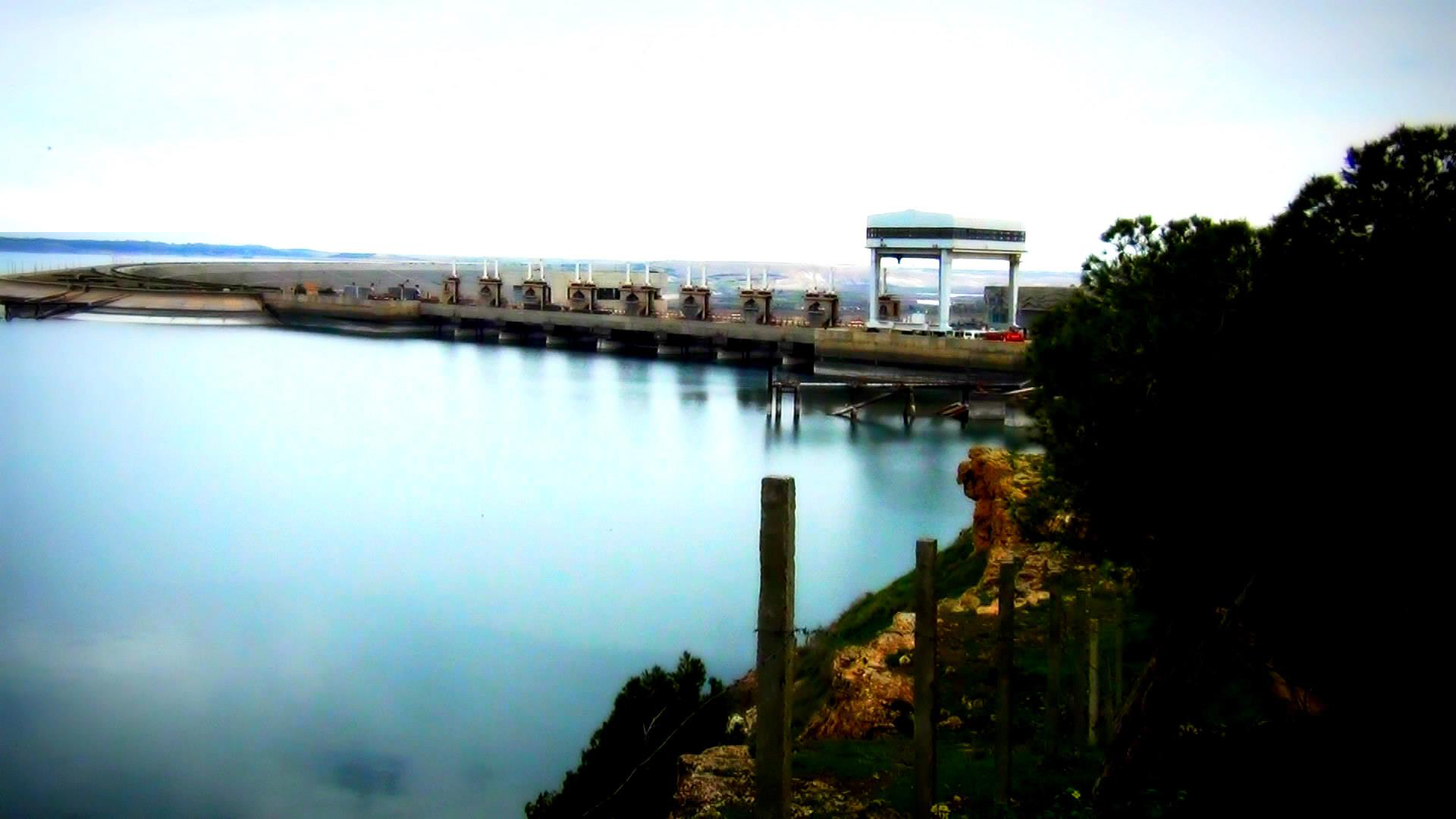
سد الطبقة في 2014

وقد تمركزت «قسد» التي تحركت لأخذ الرقة في جميع أنحاء المدينة كجزء من المرحلة الثانية من العملية. ومع ذلك، وكجزء من هذا، فإنها واجهت حفر قوات داعش حول سد الطبقة، غرب مدينة الرقة. وبسبب هشاشة السد وأهميته الاستراتيجية، لم تتمكن قسد من التحرك فورًا على السد، وكانت هناك مخاوف من أنه يمكن أن ينهار ويسبب الفيضانات. وهددت داعش بفتح بوابات السد إذا هوجم السد، الأمر الذي سيدمر العديد من قرى المصب.

### الاعتداء الأولي
في أواخر يناير 2017، ذكرت الأنباء أن عددًا من مقاتلي داعش يختبئون داخل هيكل سد الطبقة، وأن كبار القادة المسلحين الذين اعتادوا أن يكونوا «سجناء بالغي الأهمية» مطلوبين من الولايات المتحدة والعديد من الدول الأخرى، من أجل ردع ضربة تحالف محتمل بقيادة الولايات المتحدة على هذه الأهداف.
ووقعت هجمات استكشافية في يناير 2017، عندما عبرت القوات الخاصة الأمريكية الفرات في غارات برمائية، بما في ذلك الغارة التي شنتها قوات سوريا الديمقراطية المشتركة والقوات الخاصة الأمريكية على داعش على سد الطبقة ومدينة الثورة القريبة. عقب الغارات، شن داعش هجوم مضاد على مواقع  «قسد»، ولكن الهجمات المضادة صدت إلى حد كبير.